# Championnat d'Écosse de football de deuxième division 2012-2013
Navigation
Édition précédente Édition suivante
Le Championnat d'Écosse de football de D2 2012-2013 (ou Irn-Bru Scottish Football League First Division pour des raisons de parrainage), est la 107e édition du Championnat d'Écosse de football D2.
Cette épreuve regroupe 10 équipes qui s'affrontent quatre fois, sur un total de 36 journées. Le champion est promu en Scottish Premier League. À l'inverse, le dernier du classement est relégué en Second Division et l'avant-dernier disputera les barrages de promotion/relégation contre les équipes classées 2e, 3e et 4e de division inférieure.
A deux journées du terme de la saison, Partick Thistle est sacré champion et obtient donc sa promotion en première division nationale pour la saison 2013-2014.

## Les clubs participants à l’édition 2012-2013
| \| Cowdenbeath Airdrie United Falkirk Greenock Morton Hamilton Livingston Partick Thistle Dumbarton Raith Rovers Dunfermline \| Localisation des clubs engagés dans le championnat. |
| Cowdenbeath Airdrie United Falkirk Greenock Morton Hamilton Livingston Partick Thistle Dumbarton Raith Rovers Dunfermline                                                           |

| Club                               | Stade                     | Capacité | Ville       |
| ---------------------------------- | ------------------------- | -------- | ----------- |
| Cowdenbeath Football Club          | Central Park              | 4 370    | Cowdenbeath |
| Dumbarton Football Club            | Strathclyde Homes Stadium | 2 025    | Dumbarton   |
| Airdrie United Football Club       | Excelsior Stadium         | 10 171   | Airdrie     |
| Dunfermline Athletic Football Club | East End Park             | 11 380   | Dunfermline |
| Falkirk Football Club              | Falkirk Stadium           | 9 120    | Falkirk     |
| Greenock Morton Football Club      | Cappielow Park            | 11 612   | Greenock    |
| Hamilton Academical Football Club  | New Douglas Park          | 6 092    | Hamilton    |
| Livingston Football Club           | Almondvale Stadium        | 10 122   | Livingston  |
| Partick Thistle Football Club      | Firhill Stadium           | 13 079   | Glasgow     |
| Raith Rovers Football Club         | Stark's Park              | 10 104   | Kirkcaldy   |

À la suite de la relégation en Championnat d'Écosse de football D4 des Glasgow Rangers, Dundee FC est promu en Scottish Premier League. Airdrie United les remplaces numériquement.

## Classement
Le classement est établi sur le barème de points classique (victoire à 3 points, match nul à 1, défaite à 0). Les clubs sont départagés en fonction des critères suivants :
1. Plus grande « différence de buts générale »
2. Plus grand nombre de buts marqués

| Rang | Équipe                     | Pts | J  | G  | N  | P  | Bp | Bc | Diff |
| ---- | -------------------------- | --- | -- | -- | -- | -- | -- | -- | ---- |
| 1    | Partick Thistle FC         | 78  | 36 | 23 | 9  | 4  | 76 | 28 | +48  |
| 2    | Greenock Morton            | 67  | 36 | 20 | 7  | 9  | 73 | 47 | +26  |
| 3    | Falkirk                    | 53  | 36 | 15 | 8  | 13 | 52 | 48 | +4   |
| 4    | Livingston                 | 52  | 36 | 14 | 10 | 12 | 58 | 56 | +2   |
| 5    | Hamilton Academical        | 51  | 36 | 14 | 9  | 13 | 52 | 45 | +7   |
| 6    | Raith Rovers               | 46  | 36 | 11 | 13 | 12 | 45 | 48 | -3   |
| 7    | Dumbarton P                | 43  | 36 | 13 | 4  | 19 | 58 | 83 | -25  |
| 8    | Cowdenbeath P              | 36  | 36 | 8  | 12 | 16 | 51 | 65 | -14  |
| 9    | Dunfermline Athletic R -15 | 34  | 36 | 14 | 7  | 15 | 62 | 59 | +3   |
| 10   | Airdrie United P           | 22  | 36 | 5  | 7  | 24 | 41 | 89 | -48  |

Promotions / relégations
- Promu en Premier League 2013-2014
- Relégué en Second Division 2013-2014
- Barrage de relégation

Abréviations
- P : Promus de Second Division 2011-2012
- R : Relégué de Premier League 2011-2012

Note : Dunfermline Athletic a été sanctionné de 15 points de pénalité.